# Глотковий приголосний

Глотковий (фарингальний) приголосний 10

Гло́ткови́й (фаринга́льний) при́голосний — утворюється в глотці при зімкненні голосових зв'язок.
В українській мові фарингальним приголосним є [г], та його пом'якшений алофон [г ́]. При його вимові корінь язика відтягується назад і зближується із задньою стінкою глотки. Крізь цю щілину протискується повітря й утворює характерний для цього приголосного шум. 
У позиції перед і, а також перед голосними заднього ряду в запозичених словах фонема /г/ реалізується в напівпом'якшеному алофоні [г'], наприклад: гість, гілка, гяур, гюйс.
В МФА представлені два глоткових приголосних, які типічні, наприклад для  арабської мови:
- Дзвінкий фарингальний фрикативний [ʕ]
- Глухий фарингальний фрикативний [ħ]

Дзвінкий фарингальний апроксимант (ع, [ʕ]) звучить як «стиснуте» укр. г. Глухий фарингал (ح, [ħ]) схожий артикуляцією на звук «а», що вимовлений гучним шепотом.